# Gare de Chailly - Boissy-le-Châtel
La gare de Chailly - Boissy-le-Châtel est une ancienne gare ferroviaire française de la ligne de Gretz-Armainvilliers à Sézanne, située sur le territoire de la commune de Chailly-en-Brie, à proximité de Boissy-le-Châtel, dans le département de Seine-et-Marne, en région Île-de-France.

## La gare

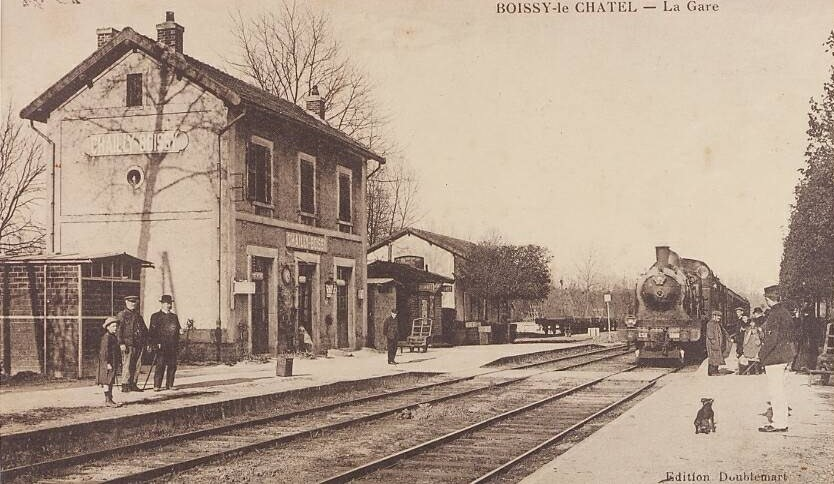
La gare de Chailly - Boissy-le-Châtel, dans les années 1900.

Ouverte en 1886 par la Compagnie des chemins de fer de l'Est, elle est l'exacte réplique architecturale de la gare de Jouy-sur-Morin - Le Marais, deux stations plus loin. À l'époque de la traction vapeur, il fallait plus de deux heures de trajet pour aller à jusqu'à la gare de Paris-Est. Elle était aussi la première gare après Coulommiers de la ligne 21 Gretz - Sézanne jusqu'en 1972 (fermeture du tronçon La Ferté-Gaucher - Sézanne) (55e kilomètre). Elle fait partie aujourd'hui de la ligne P Paris - La Ferté-Gaucher.

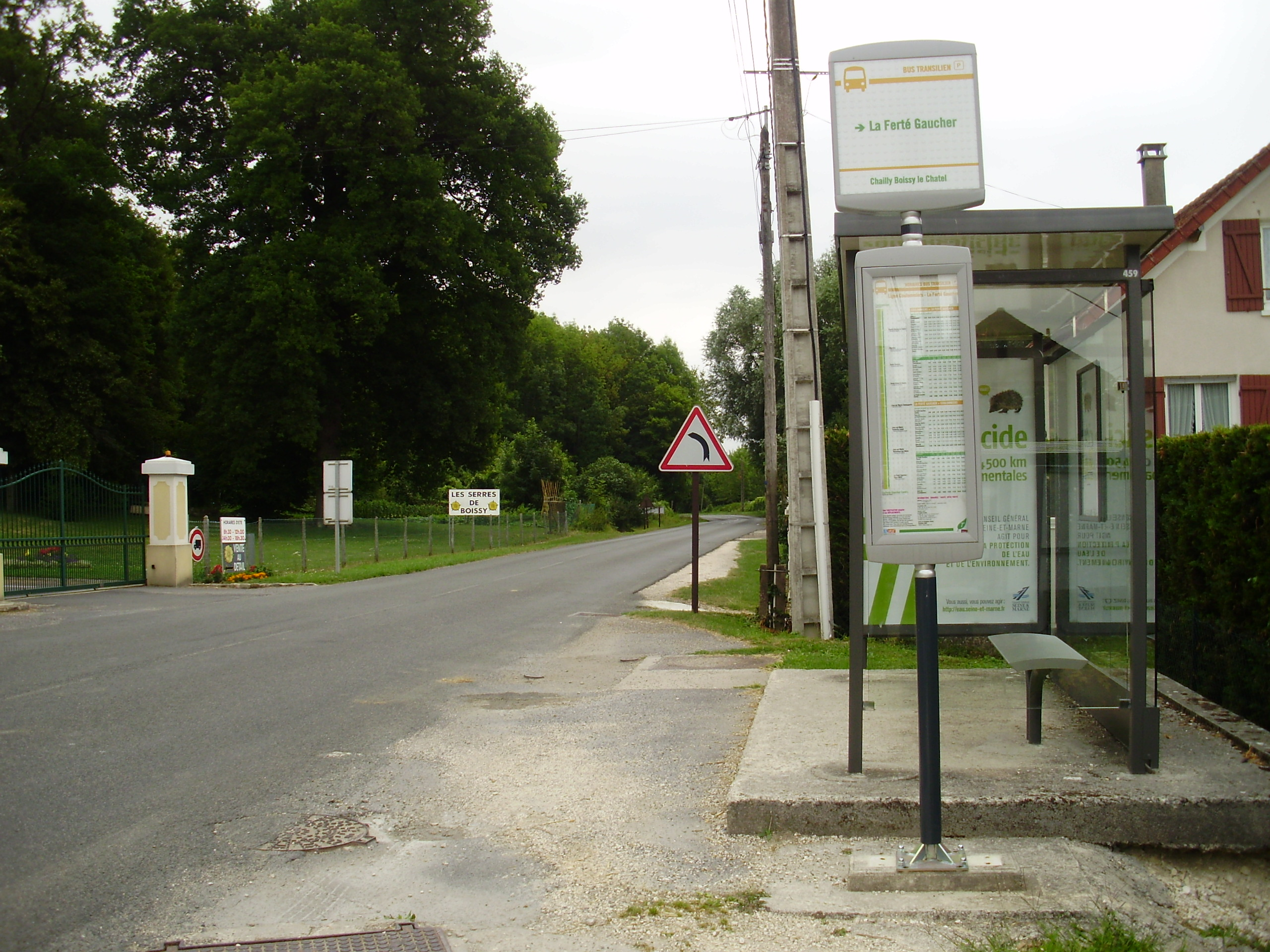
Arrêt de bus Transilien sur la route D66

Étant sur une section non électrifiée (l'électrification arrivant seulement à Tournan en 1973 et à Coulommiers en 1992), la gare était desservie par les autorails (diesel) du réseau Paris-Est, dont la dernière génération fut celle des X 4300.
À la suite de problèmes techniques et logistiques du matériel roulant SNCF, elle est desservie depuis 2003 par des autocars bleus Transilien à partir de la gare de Coulommiers qui prennent l'itinéraire de la départementale D 66, soit à environ 16 km et 1/4 d'heure du terminus de ligne à La Ferté-Gaucher / Centre-ville (un arrêt après la gare de La Ferté-Gaucher).

## Correspondances
Indépendamment des autocars Transilien P et à distance variable de la gare, d'autres lignes de bus desservent la commune de Chailly-en-Brie : les lignes 10, 17 et 25 du réseau de bus Brie et 2 Morin.
De l'autre côté de la voie ferrée, la commune de Boissy-le-Châtel est aussi desservie par ces mêmes lignes 10 et 25, mais aussi par plusieurs autres lignes de bus : les lignes 01, 9A, 9B, 9C, 27 et 29A du même réseau.

## Projets
La réouverture du tronçon fermé entre les gares de Coulommiers et de La Ferté-Gaucher est inscrite en phase 3 (horizon 2021-2027) du Schéma directeur de la région Île-de-France (SDRIF), adopté par délibération du Conseil régional d'Île-de-France le 25 septembre 2008.
Cependant le schéma de secteur du réseau Est et du RER E, approuvé le 16 mai 2013 par l'ex-Syndicat des transports d'Île-de-France indique Les résultats d’une étude menée par Transilien SNCF sur la réouverture Coulommiers – La Ferté Gaucher montre que les coûts d’exploitation, sans tenir compte des investissements nécessaires en termes d’infrastructure, paraissent disproportionnés par rapport au service rendu et à la population concernée, ce qui ne permet pas d'envisager la réouverture de la section de ligne à un horizon prévisible.
En 2021, des responsables politiques fertois effectuent des études de faisabilité de réouverture de la ligne. Cette étude est vue d'un bon œil par SNCF Réseau, la ligne fermée disposant d'un intérêt économique jugé notable. Les élus locaux et la communauté de communes des Deux Morin sont plus sceptiques, les premiers préférant la mise en place d'une coulée verte sur l'ancienne ligne. L'élue columérienne Laurence Picard manifeste quant à elle son opposition à la réouverture de la ligne, estimant que les lignes de bus suffisent.